# Telacanthura
A Telacanthura a madarak (Aves) osztályának sarlósfecske-alakúak (Apodiformes) rendjébe, ezen belül a  sarlósfecskefélék (Apodidae) családjába tartozó nem.

## Rendszerezésük
A nemet Gregory Macalister Mathews írta le 1918-ban, az alábbi 2 faj tartozik ide:
- baobab sarlósfecske (Telacanthura ussheri)
- ituri sarlósfecske (Telacanthura melanopygia)